# Lajos Petri

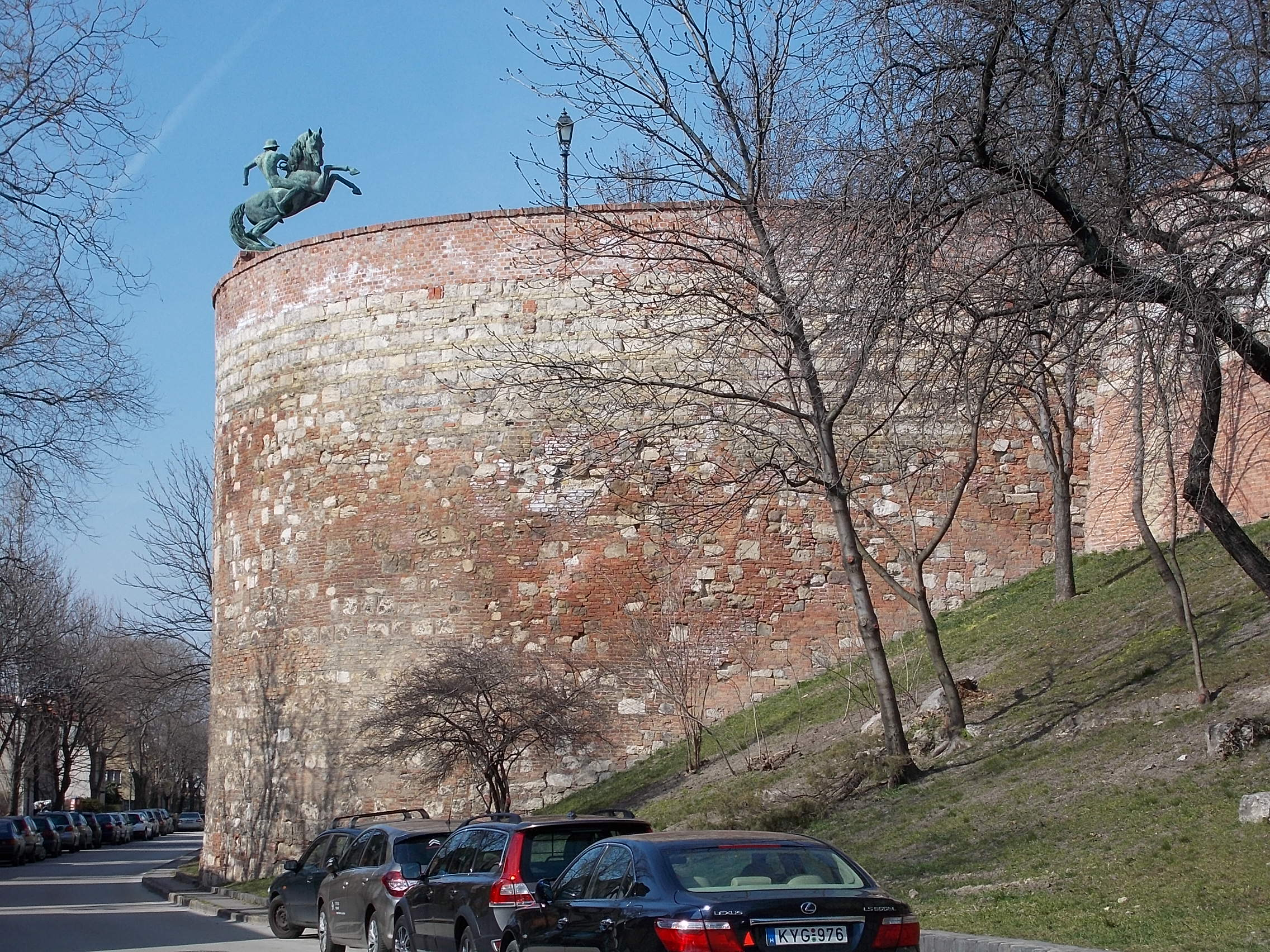
Lajos Petri: Denkmal des Siebenbürgischen Husaren-Regiments Nr. 2 im Burgviertel von Buda

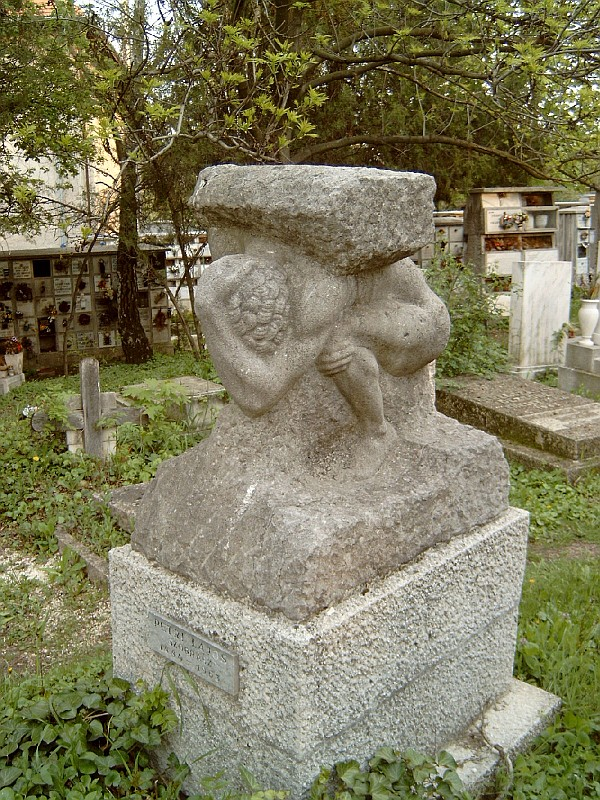
Grab von Lajos Petri auf dem Farkasréti temető in Budapest

Lajos Petri (bis 1928 Lajos Pick; * 8. Juni 1884 in Szeged, Ungarn; † 26. August 1963 in Budapest) war ein ungarischer Bildhauer.

## Biografie
Lajos Petris Familie war Besitzerin der ungarischen Wurstfabrik Pick, die von Márk Pick 1869 gegründet worden war. Nachdem Petri die Matura abgelegt hatte, begann er, Rechtswissenschaften in Budapest zu studieren und besuchte die Vorlesungen des Kunsthistorikers und Kunstkritikers Gyula Pasteiner (1846–1924), des Philosophen, Ästheten und Theaterkritikers Bernát Alexander (1850–1927) und des Literaturhistorikers Gusztáv Heinrich (1845–1922). Während dieser Zeit interessierte er sich noch eher für Sport als für die Kunst. Nach dem Bestehen zweier Grundprüfungen setzte er das dritte Jahr seines Jurastudiums in Berlin fort. Dort besuchte er die Vorlesungen von du Bois-Reymond und des Schweizer Kunsthistorikers Heinrich Wölfflin (1864–1945).
Eine Reise nach den Niederlanden – besonders, dass er Rembrandts Gemälde kennen lernte – erhöhte sein Interesse an Kunst. Jedoch musste er zuerst – wie er es auch seiner Mutter versprochen hatte – sein Jurastudium beenden. Im Mai 1907 erhielt er den Doktortitel; noch in derselben Woche brachte ihn die Witwe des Malers Sándor Bihari (1855–1906) zum Atelier von Ede Telcs (Eduard Teltsch, 1872–1948) und Pick wurde sein Schüler. Von ihm habe er gelernt, dass man die Kunst mit Respekt betrachten, die geringwertigen Mittel des Effektes missachten und die Unehrlichkeit des Kitsches erkennen solle. Das Atelier von Telcs verlassend, reiste Petri nach Brüssel, wo er mit manchen Unterbrechungen wegen des Ersten Weltkrieges bis 1922 in seinem eigenen Atelier arbeitete. Dort wurde er oft von den belgischen Bildhauern Jules Lagae (1862–1931) und Égide Rombeaux (1865–1942) besucht.
In Brüssel schuf Petri die figurativen Skulpturen Am Start (Startoló), Das Leben (Élet), und Das Tanzende Mädchen, das seinerzeit (1911) die modernste ungarische Skulptur gewesen sei.

### Spätere Jahre
Wegen des Ersten Weltkrieges folgte diesen produktiven Jahren eine lange Pause, und als 1922 Petri in Ungarn erneut mit der Arbeit anfing, fühlte er, dass seine neuen und sogar seine besten Werke, wie den Sonnenaufgang (Napfelkelte) und die Traurigkeit (Bánat), in Hinsicht der Monumentalität und Komposition im Vergleich zu den Zeiten in Brüssel einen Rückschritt bedeuteten. Einen Fortschritt – wie er selbst dachte – vertraten nur das Denkmal des Siebenbürgischen Husaren-Regiments Nr. 2 im Burgviertel von Buda und das Grabdenkmal von Otto Bláthy.
Während der Periode zwischen 1925 und 1945 wurde seine Energie vollends durch die Teilnahme an den Ausschreibungen gebunden. Er betrachtete diese staatlichen Ausschreibungen als die größte Verdammnis des Lebens eines ungarischen Bildhauers jener Zeit. 80 bis 100 Künstler sandten ihre Werke zur Bewertung, deren Erschaffung viel Zeit und Geld verlangt hatte. Jedoch geschah es oft, dass  die Werke nicht aus künstlerischen Aspekten bewertet wurden. Die regelmäßige Teilnahme erschöpfte die Kraft der Künstler, aber sie mussten sich doch bewerben, denn diejenigen, die nicht dem Establishment angehörten, konnten nur in dieser Weise einen größeren Auftrag erlangen. Petri will an etwa dreißig Ausschreibungen teilgenommen haben, und nur das Denkmal des Siebenbürgischen Husaren-Regiments Nr. 2 habe er 1935 verwirklichen können. Fortan wurden seine Bewerbungen abgelehnt und seine Produktivität konnte er eher nur auf theoretischer Ebene nutzbar machen. Er hielt Vorträge, wie z. B. Der Streit zwischen dem Künstler und dem Publikum, Die Rolle der Kunstkritik und der Schönheit in der neuen Kunst und Das wahre Gesicht von Michelangelo. Seine Publikationen wurden in der Monatsschrift Élet és Tudomány (deutsch etwa „Leben und Wissenschaft“) veröffentlicht, die vom Nobelpreisträger Albert Szent-Györgyi im Jahr 1949 gegründet worden war: Vom Tonmodell bis Bronzestatue, Wie Sport in der Kunst dargestellt wird, Wie wird eine Bronzestatue erzeugt? In der Zeitschrift Műterem („Atelier“) erschien sein Artikel Über die Monumentalität. Le Musée du Soir veröffentlichte seine Studie über den ungarischen Dichter Gyula Juhász (1883–1937).
Lajos Petri wurde vor allem wegen seiner Porträts bekannt. Nach dem Zweiten Weltkrieg erhielt er mehrere Aufträge vom ungarischen Staat. 1960 fand eine Ausstellung seines Lebenswerkes im Nationalsalon Budapest statt.

## Zitat (Petri über das Porträt)
„Die Ähnlichkeit des Porträts zu dem Modell ist keine einfache Sache; und sie ist durch die Objektivität der preziösesten Beobachtung nicht zu erreichen. Was man dazu braucht, ist Verständnis und Liebe; Interesse und Mitgefühl; eine fast volle Identifikation mit den Gedanken und Gefühlen des Modells. […] Hier muss ich erwähnen, dass eine große Verwirrung hinsichtlich der Schönheit des Modells und der Schönheit des Porträts besteht. Diese zwei werden oftmals miteinander verwechselt. Der Bildhauer kann einen Kitsch über ein schönes junges Mädchen schaffen, und er kann auch ein Meisterwerk über eine alte Frau schöpfen, die eben nicht schön ist. Es fehlen mir die Worte, um das alles zu verurteilen, was bloße Verschönerung, reine Kosmetik ist, was bloß aus der Mode übernommen wird, was nur die Erniedrigung auf das Niveau einer Serienschönheit ist, was bloß die erniedrigende Schematisierung zu einem Modetyp ist. Dagegen der größte Wert ist die Verschärfung der Merkmale eines Gesichtes und Kopfes; alles, was daran interessant ist; die wesentlichen Charakterzüge, die darzustellen sind; alles, was zu der Betonung der Individualität dient. Diejenigen, die lediglich die Schönheit des Modells wahrnehmen können, erkennen gerade jene Dinge nicht, die ausschließlich von der Kunst zu unserer Welt der Erkenntnisse übermittelt werden können.“ (Petri 1960: 9–10)

## Werke (Auswahl)
Die Liste der Skulpturen von Lajos Petri enthält das Denkmal des Siebenbürgischen Husaren-Regiments Nr. 2 (Az erdélyi 2-es huszárok hősi emlékműve) im Burgviertel in Buda. Es ist auf den Seiten 15–18 nicht angegeben, obwohl es auf den Seiten 10–11 erwähnt wird. Die Quelle der Liste ist Petri Lajos szobrászművész gyűjteményes kiállítása, von dem Nemzeti Szalon 1960 herausgegeben für die Ausstellung von Lajos Petri im Műcsarnok in Budapest im Jahr 1960.
- Zoltán Kodály (1908, Gypsum)
- Badendes Mädchen, Fürdőző leány (1909, Bronze)
- Junges Mädchen, Fiatal leány, „Mary“ (1909, Marmor)
- Porträt von Gyula Juhász (1883–1937), ungarischer Dichter (1909, Stein, Szeged)
- Akt (1910, Gips)
- Am Start, Startoló (1910, Bronze)
- Leben, Élet (1912, Gips)
- Miss G. W. (1912, Gips)
- Melisande (1914, Bronze)
- Torso (1914, Bronze)
- Tanzendes Mädchen, Táncoló lány (1911, Bronze)
- Porträt von Lajos Károlyi (1915, Bronze)
- Porträt eines jungen Mädchens (1916, Gips)
- Der kleine Reiter (1917, Gips)
- Porträt von Frau Borsay (1917, Marmor)
- Nonne, Apáca (1918, Marmor)
- Porträt von Margit Kaffka (1880–1918), ungarische Schriftstellerin, Dichterin, Feministin und Publizistin (1918, Gips)
- Puci I. (1921, Marmor)
- Begierde, Vágy (1922, Gips)
- Ruhe, Pihenő (1923, Bronze)
- Danae (1923, Gips)
- Puci II. (1923, Marmor)
- Puci III. (1923, Gips)
- Sonnenaufgang, Napkelte (1925, Gips)
- Traurigkeit, Bánat (1925, Gips)
- Der Kampf Jakobs mit dem Engel, Jákob és az angyal